# Erwin Heck
Erwin Heck (* 27. Januar 1928 in Gundersheim, Volksstaat Hessen; † 23. Juni 2025 in Gundersheim) war ein deutscher Politiker (FDP) und ehemaliger Staatssekretär in Rheinland-Pfalz.

## Ausbildung und Beruf
Nach seinem Wirtschaftsabitur 1948 an der Friedrich-List-Wirtschaftsoberschule in Mannheim machte Erwin Heck von 1948 bis 1950 eine Lehre als Industriekaufmann. Danach absolvierte er von 1951 bis 1954 ein Studium der Betriebswirtschaft und Wirtschaftspädagogik an der Wirtschaftshochschule Mannheim mit dem Abschluss als Diplom-Handelslehrer. Im Anschluss war Heck in den Jahren 1954 und 1955 Referendar an der Kaufmännischen Berufsschule Worms. Von 1955 bis 1987 war er Lehrkraft an der Berufsbildenden Schule Alzey/Rheinhessen, ab 1968 war Heck Oberstudiendirektor an dieser Schule.

## Politik
Seit 1961 war Heck Mitglied der FDP, von 1962 bis 1993 war er Vorsitzender des FDP-Kreisverbandes Worms/Land bzw. Alzey-Worms; Mitglied im Bezirksvorstand Rheinhessen-Vorderpfalz war er von 1962 bis 1993 und im FDP-Landesvorstand Rheinland-Pfalz von 1982 bis 1993.

## Kommunalpolitik
Erwin Heck war Gründer der Vereinigung Liberaler Kommunalpolitiker Rheinland-Pfalz und von 1979 bis 1988 deren Vorsitzender. Von 1961 bis 1999 war er FDP-Gemeinderatsmitglied seiner Heimatgemeinde Gundersheim. Dem Kreistag des Landkreises Worms gehörte er von 1964 bis 1969 an. Im neugebildeten Landkreis Alzey-Worms war Heck von 1969 bis 1987 Kreisdeputierter, dabei von 1974 bis 1984 erster Stellvertreter des Landrates. Von 1989 bis 1994 war er erneut Mitglied des Kreistages. Außerdem war er von 1984 bis 1999 Ratsmitglied der Verbandsgemeinde Westhofen in Rheinhessen.

## Öffentliche Ämter
Nach dem Wiedereinzug der FDP in den Landtag von Rheinland-Pfalz im Jahr 1987 und der Bildung einer Koalitionsregierung von CDU und FDP wurde Heck als Staatssekretär des Kabinetts Vogel IV in das Kultusministerium berufen und übernahm dort unter Minister Georg Gölter die Zuständigkeit für Wissenschaft, Forschung, Hochschulen und Kultur in den Kabinetten Vogel IV und Wagner. Von 1991 bis zur Versetzung in den Ruhestand 1993 war Heck in einer SPD-FDP-Koalition Staatssekretär im Ministerium für Wissenschaft und Weiterbildung und Amtschef bei Minister Jürgen Zöllner im Kabinett Scharping (SPD).

## Familie
Erwin Heck war bis zum Tod seiner Frau im Oktober 2017 verheiratet und ist Vater von vier Kindern.

## Ehrungen
- 1980: Bundesverdienstkreuz am Bande
- 1987: Ehrenmedaille des Landkreises Alzey-Worms
- 1988: Christian-Eberle-Medaille des Sparkassen- und Giroverbandes Rheinland-Pfalz
- 1992: Heinrich-von-Gagern-Medaille
- 1994: Freiherr-vom-Stein-Plakette
- 1998: Bundesverdienstkreuz 1. Klasse
- 2009: Ehrenbürger von Gundersheim/Rheinhessen

## Belege
1. ↑  Traueranzeigen, u.a. veröffentlicht am 28. Juni 2025 in Allgemeine Zeitung Alzey.

| Personendaten    | Personendaten                  |
| ---------------- | ------------------------------ |
| NAME             | Heck, Erwin                    |
| KURZBESCHREIBUNG | deutscher Politiker (FDP)      |
| GEBURTSDATUM     | 27. Januar 1928                |
| GEBURTSORT       | Gundersheim, Volksstaat Hessen |
| STERBEDATUM      | 23. Juni 2025                  |
| STERBEORT        | Gundersheim                    |